# Helicia silvicola
Helicia silvicola är en tvåhjärtbladig växtart som beskrevs av William Wright Smith. Helicia silvicola ingår i släktet Helicia och familjen Proteaceae. Inga underarter finns listade i Catalogue of Life.